# Seznam poslanců Evropského parlamentu z Česka (2024–2029)
Toto je seznam poslanců Evropského parlamentu z České republiky zvolených na období 2024–2029.

## Výsledky voleb
Rozdělení mandátů České republiky dle volebních koalic:
| 7   | 6     | 2                   | 2        | 2        | 1      | 1               |  |
| ANO | SPOLU | Přísaha a Motoristé | Stačilo! | STAN+SLK | Piráti | SPD a Trikolora |  |

Rozdělení mandátů České republiky dle navrhující strany:
| 7   | 3   | 2      | 1       | 2       | 1    | 1     | 2    | 1      | 1   |  |
| ANO | ODS | TOP 09 | KDU-ČSL | Přísaha | KSČM | SD-SN | STAN | Piráti | SPD |  |

## Seznam europoslanců
Příslušnost k frakcím v Evropském parlamentu vychází ze situace před volbami a může se ještě změnit.
| Jméno | Jméno                       | Kandidátka                        | Navrhující národní strana | Politická příslušnost | Frakce v EP | Přednostní hlasy | Přednostní hlasy |
| Jméno | Jméno                       | Kandidátka                        | Navrhující národní strana | Politická příslušnost | Frakce v EP | Počet            | %                |
| ----- | --------------------------- | --------------------------------- | ------------------------- | --------------------- | ----------- | ---------------- | ---------------- |
|       | Nikola Bartůšek             | Přísaha a Motoristé               | Přísaha                   | Přísaha               | P4E         | 21 162           | 6,94             |
|       | Jaroslav Bžoch              | ANO                               | ANO                       | ANO                   | P4E         | 31 989           | 4,12             |
|       | Ivan David                  | SPD a Trikolora                   | SPD                       | SPD                   | ESN         | 30 892           | 18,15            |
|       | Ondřej Dostál               | Stačilo!                          | SD-SN                     | nestraník             |             | 24 403           | 8,59             |
|       | Klára Dostálová             | ANO                               | ANO                       | nestraník             | P4E         | 171 142          | 22,04            |
|       | Jan Farský                  | Starostové a osobnosti pro Evropu | STAN                      | STAN                  | EPP         | 44 503           | 17,22            |
|       | Markéta Gregorová           | Piráti                            | Piráti                    | Piráti                | Zelení/ESA  | 23 388           | 12,70            |
|       | Martin Hlaváček             | ANO                               | ANO                       | nestraník             |             | 10 662           | 1,37             |
|       | Ondřej Knotek               | ANO                               | ANO                       | ANO                   | P4E         | 8 565            | 1,10             |
|       | Ondřej Kolář                | Koalice SPOLU pro volby do EP     | TOP 09                    | TOP 09                | EPP         | 31 623           | 4,78             |
|       | Kateřina Konečná            | Stačilo!                          | KSČM                      | KSČM                  | GUE/NGL     | 115 386          | 40,63            |
|       | Ondřej Kovařík              | ANO                               | ANO                       | nestraník             | P4E         | 4 863            | 0,62             |
|       | Ondřej Krutílek             | Koalice SPOLU pro volby do EP     | ODS                       | ODS                   | ECR         | 20 504           | 3,10             |
|       | Jana Nagyová                | ANO                               | ANO                       | ANO                   | P4E         | 14 448           | 1,86             |
|       | Danuše Nerudová             | Starostové a osobnosti pro Evropu | STAN                      | STAN                  | EPP         | 59 577           | 23,05            |
|       | Luděk Niedermayer           | Koalice SPOLU pro volby do EP     | TOP 09                    | TOP 09                | EPP         | 88 631           | 13,40            |
|       | Jaroslava Pokorná Jermanová | ANO                               | ANO                       | ANO                   | P4E         | 49 683           | 6,40             |
|       | Filip Turek                 | Přísaha a Motoristé               | Přísaha                   | nestraník             | P4E         | 152 196          | 49,96            |
|       | Alexandr Vondra             | Koalice SPOLU pro volby do EP     | ODS                       | ODS                   | ECR         | 118 492          | 17,91            |
|       | Veronika Vrecionová         | Koalice SPOLU pro volby do EP     | ODS                       | ODS                   | ECR         | 35 310           | 5,33             |
|       | Tomáš Zdechovský            | Koalice SPOLU pro volby do EP     | KDU-ČSL                   | KDU-ČSL               | EPP         | 66 948           | 10,12            |
|       | Tomáš Kubín                 | ANO                               | ANO                       | ANO                   | P4E         | 1 949            | 0,25             |

## Fotogalerie

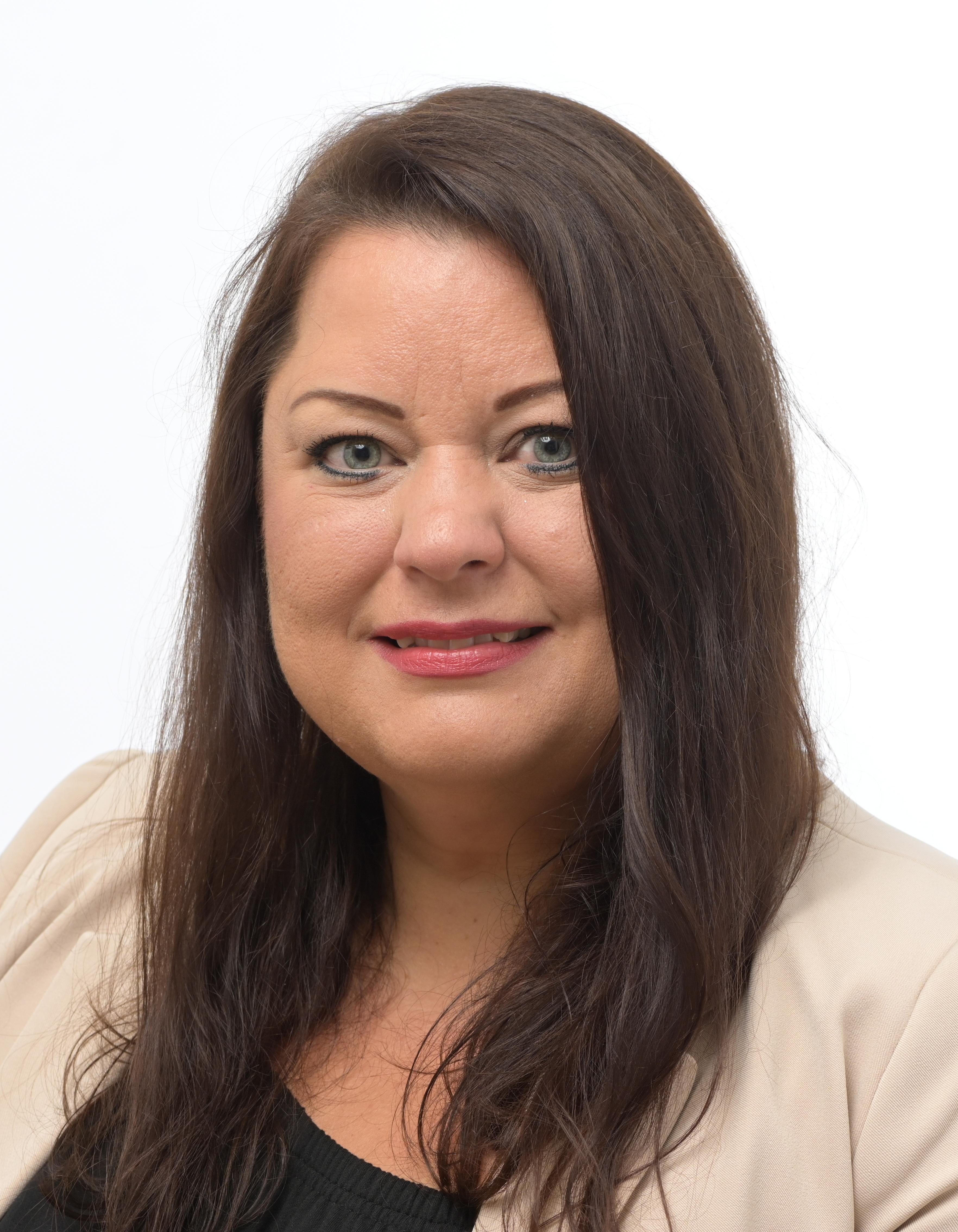
Nikola Bartůšek
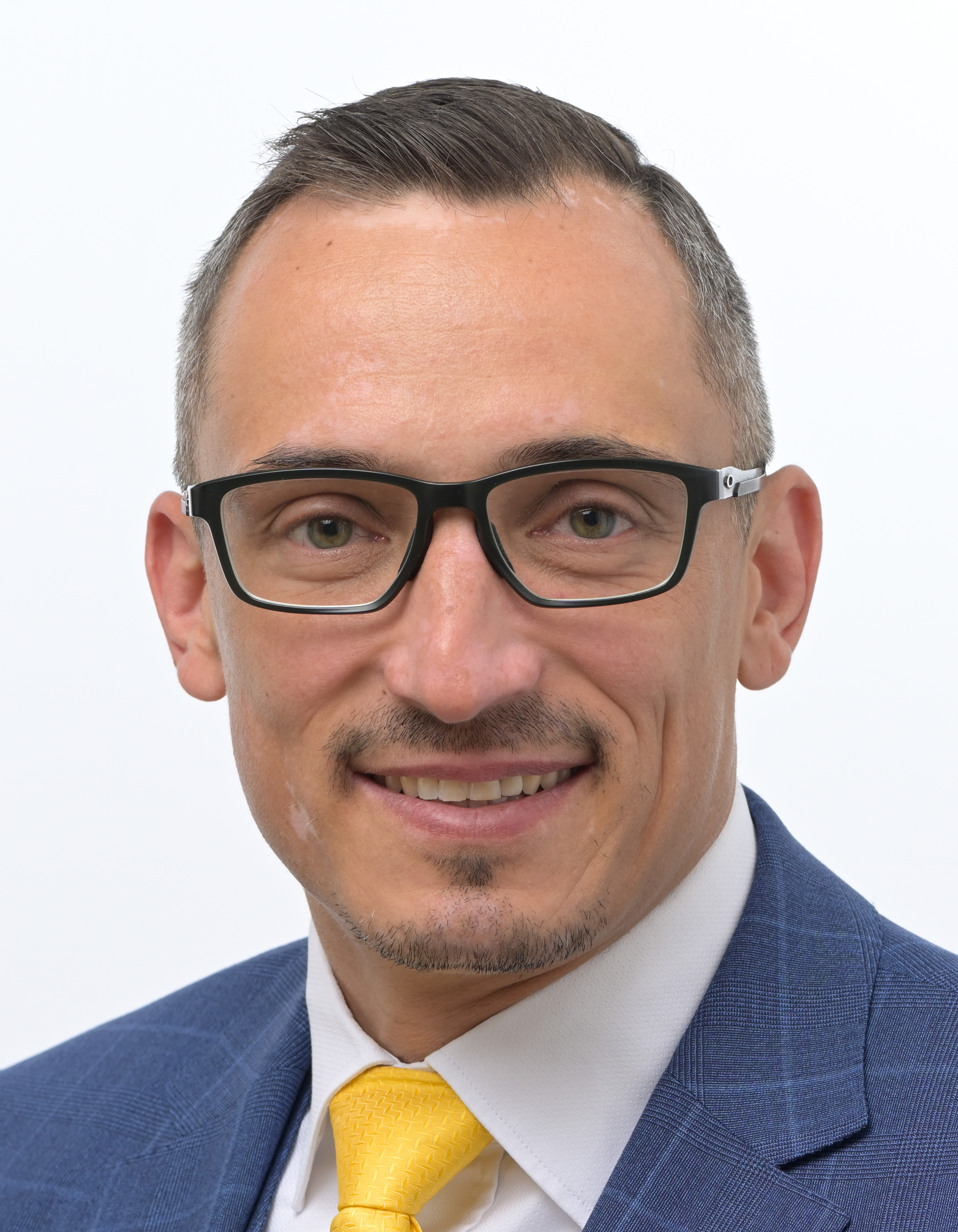
Jaroslav Bžoch
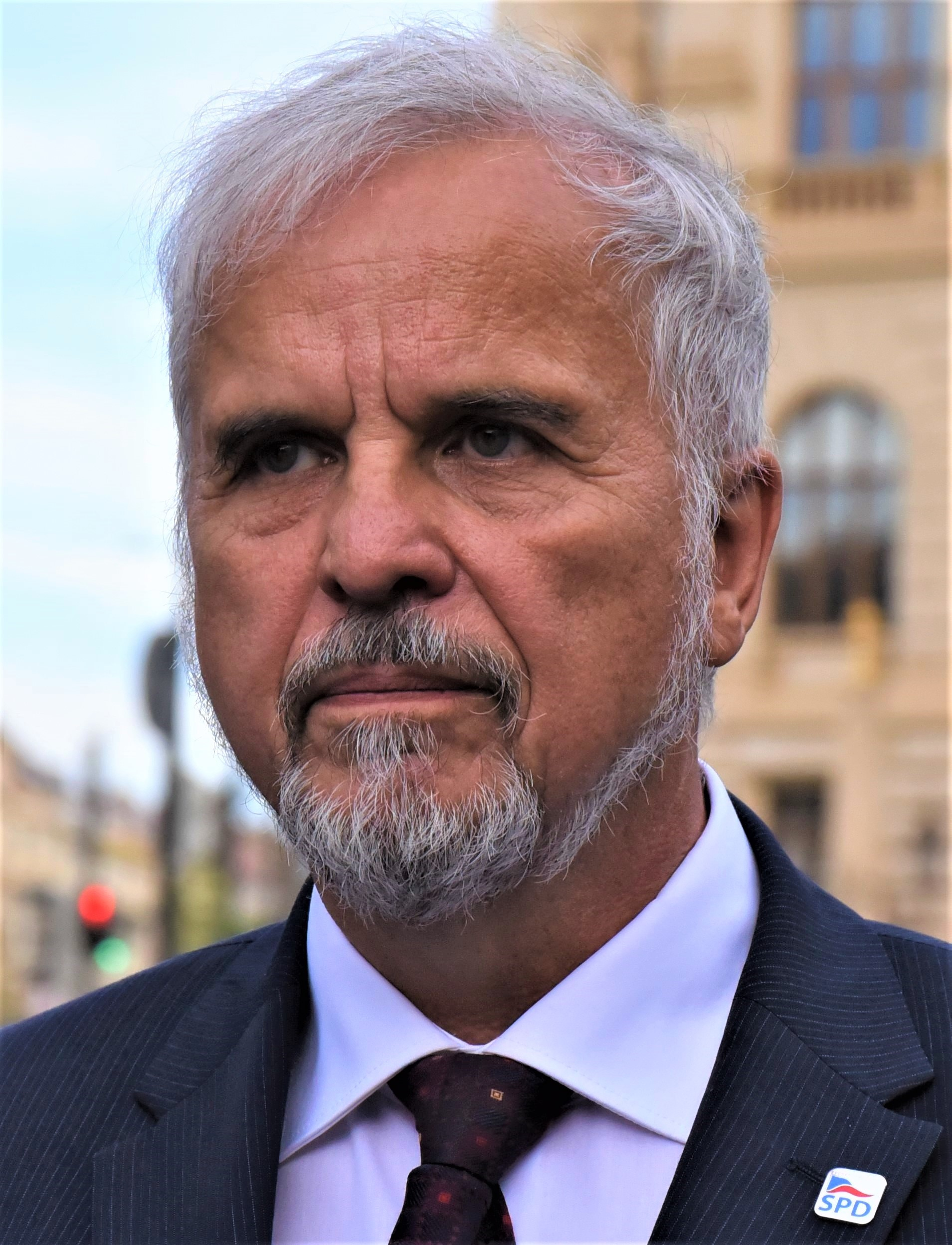
Ivan David
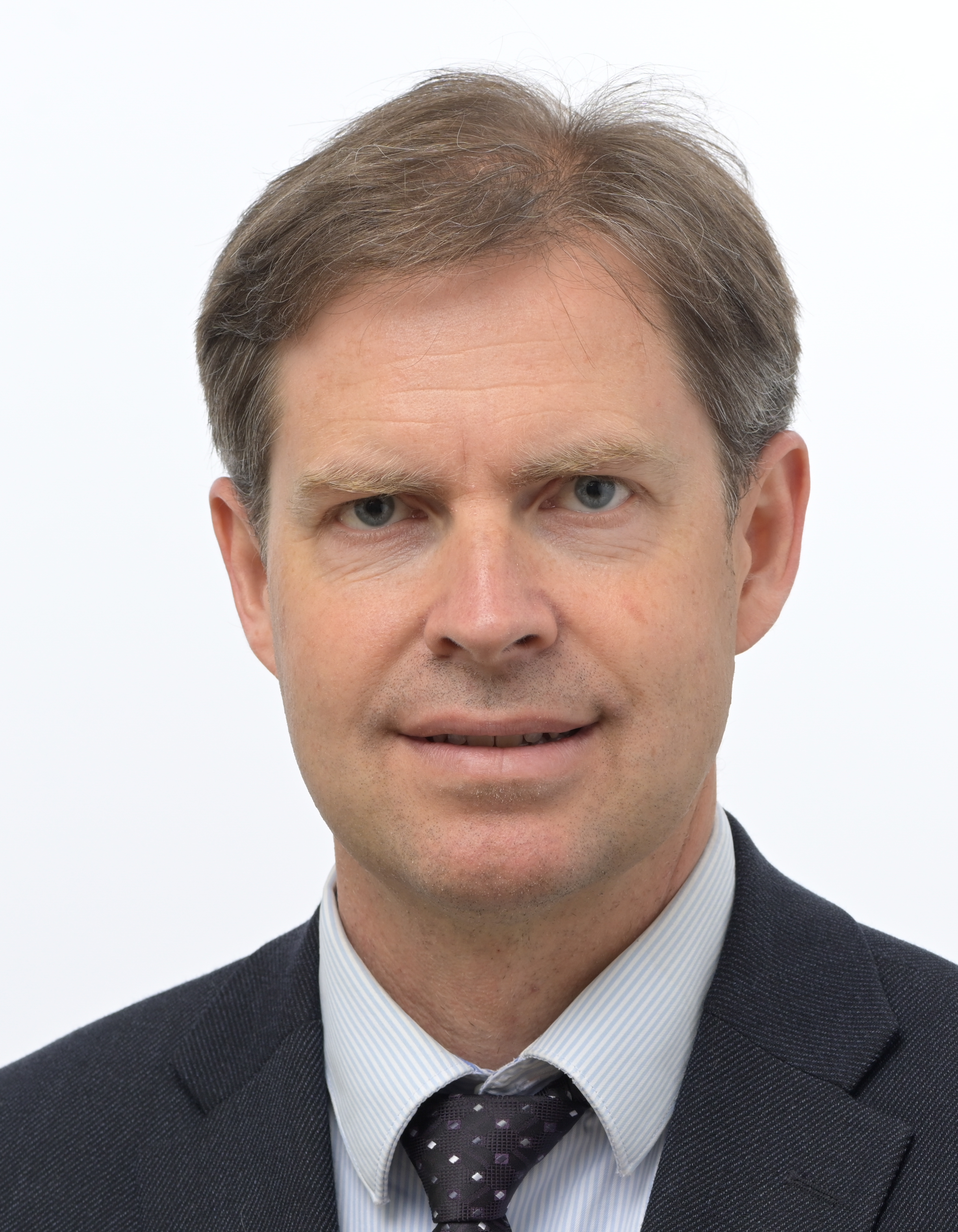
Ondřej Dostál
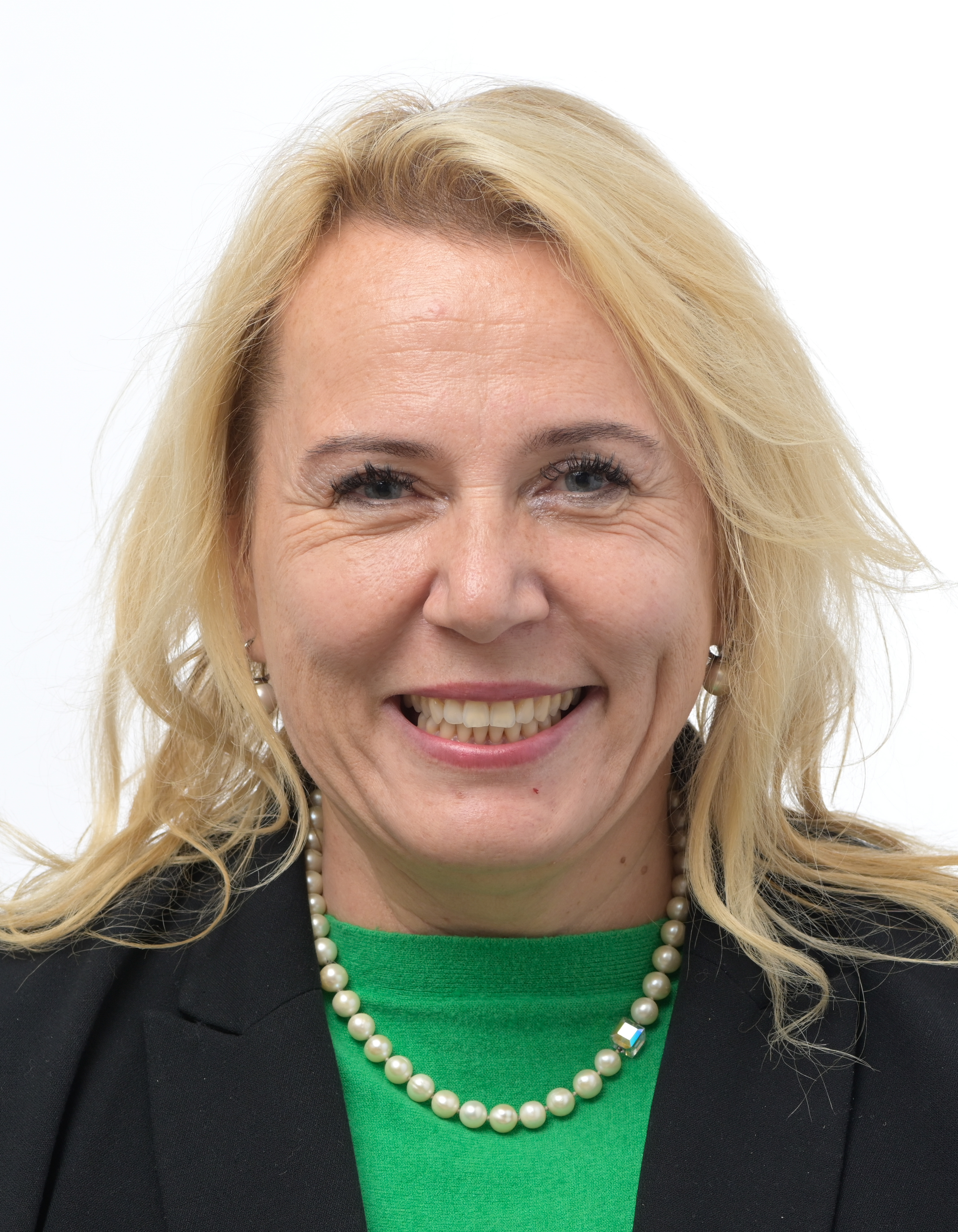
Klára Dostálová
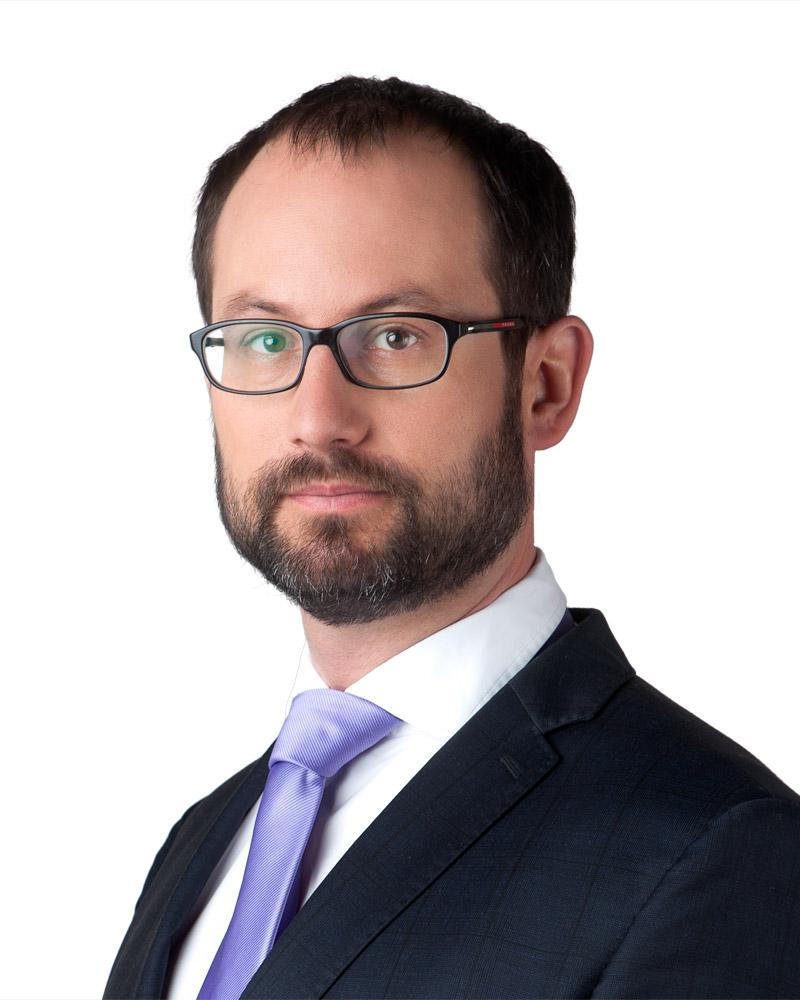
Jan Farský
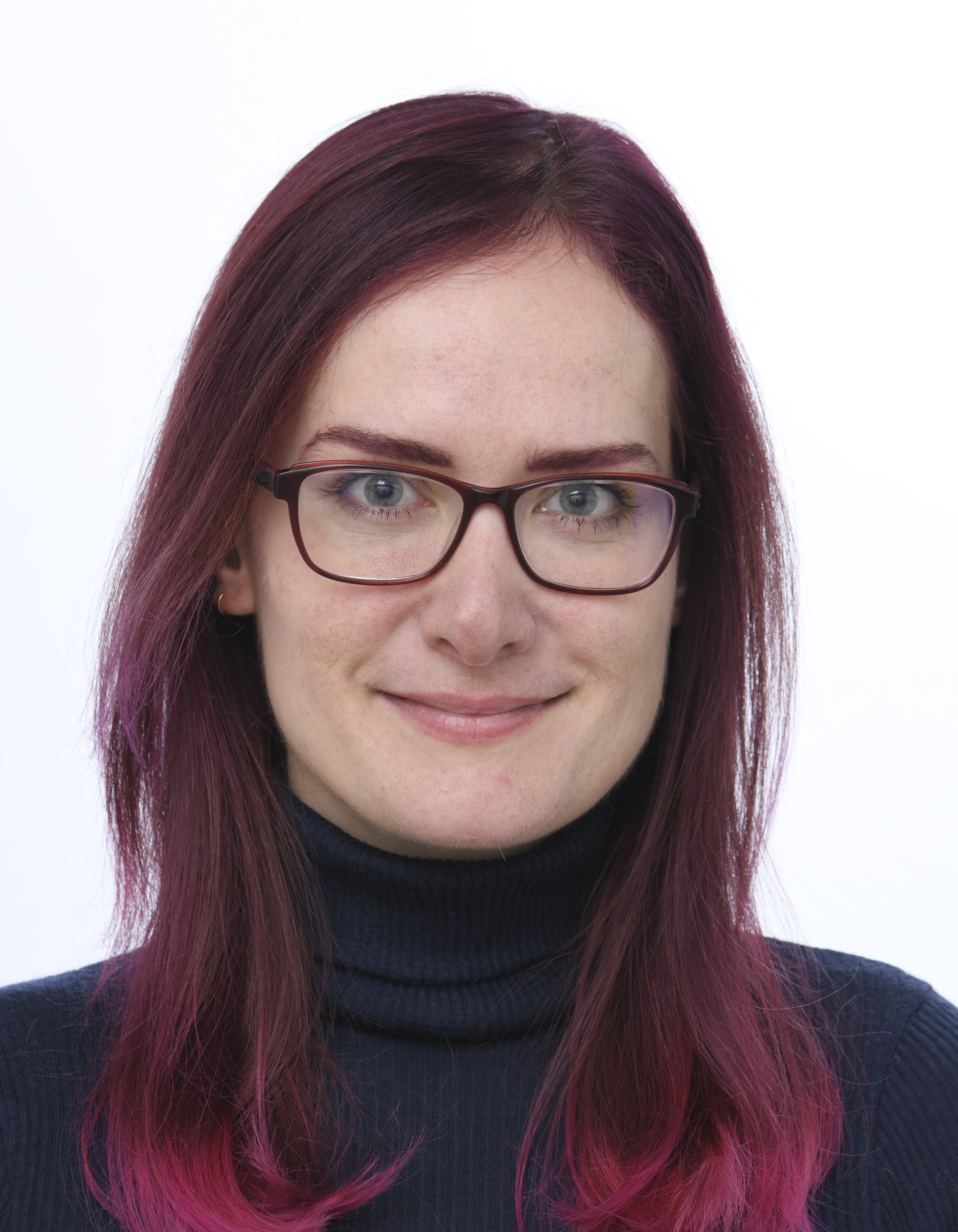
Markéta Gregorová
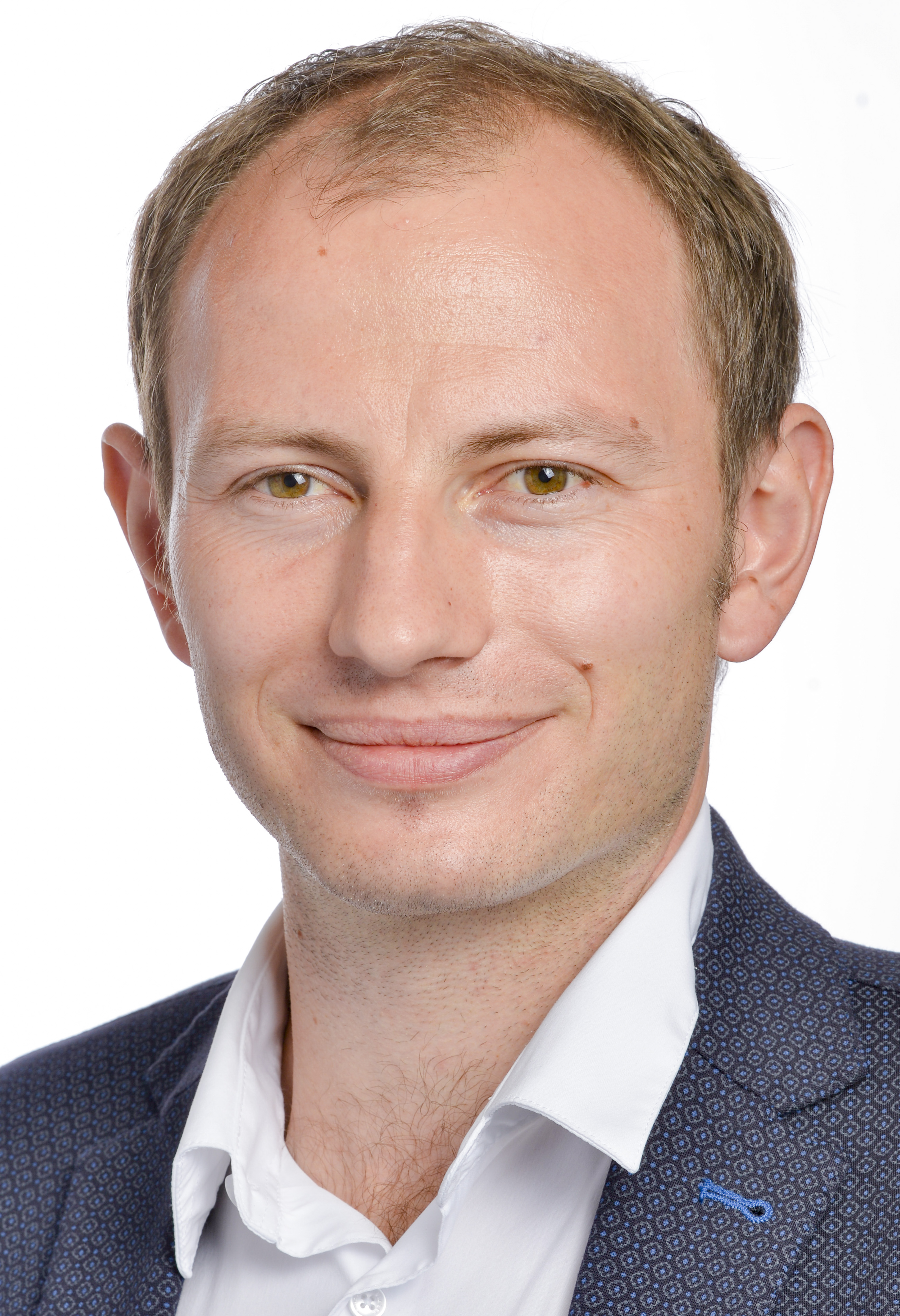
Ondřej Knotek
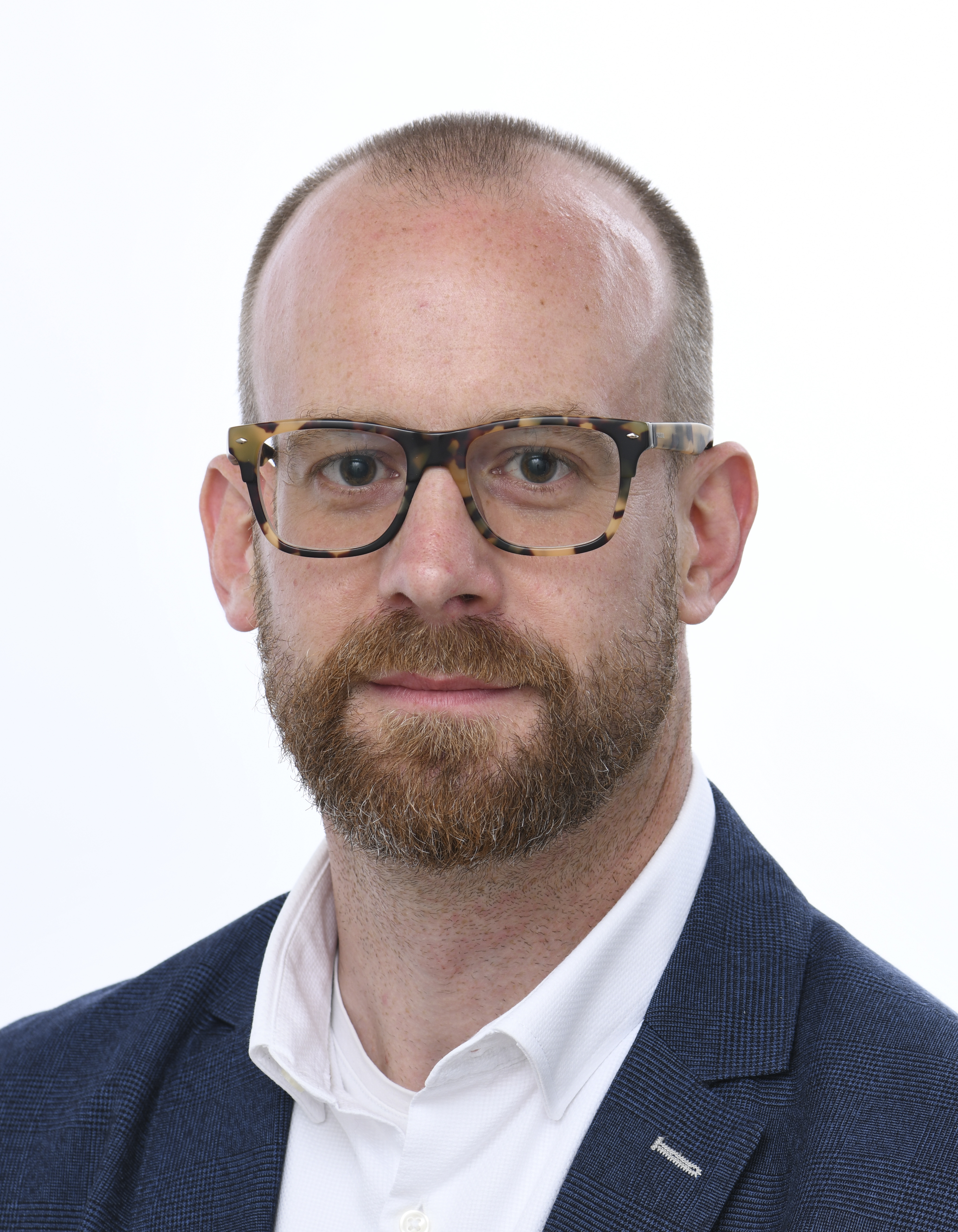
Ondřej Kolář
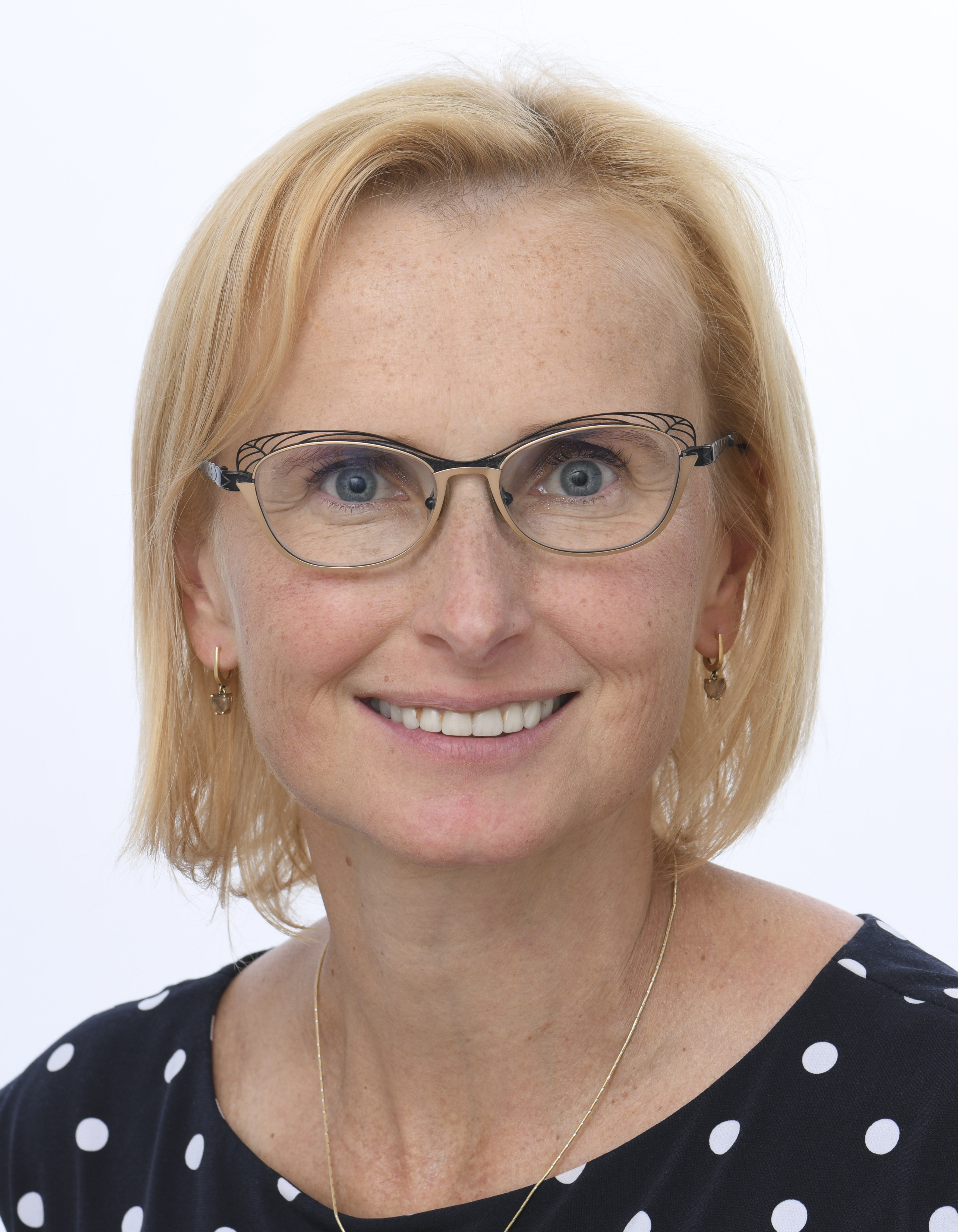
Kateřina Konečná
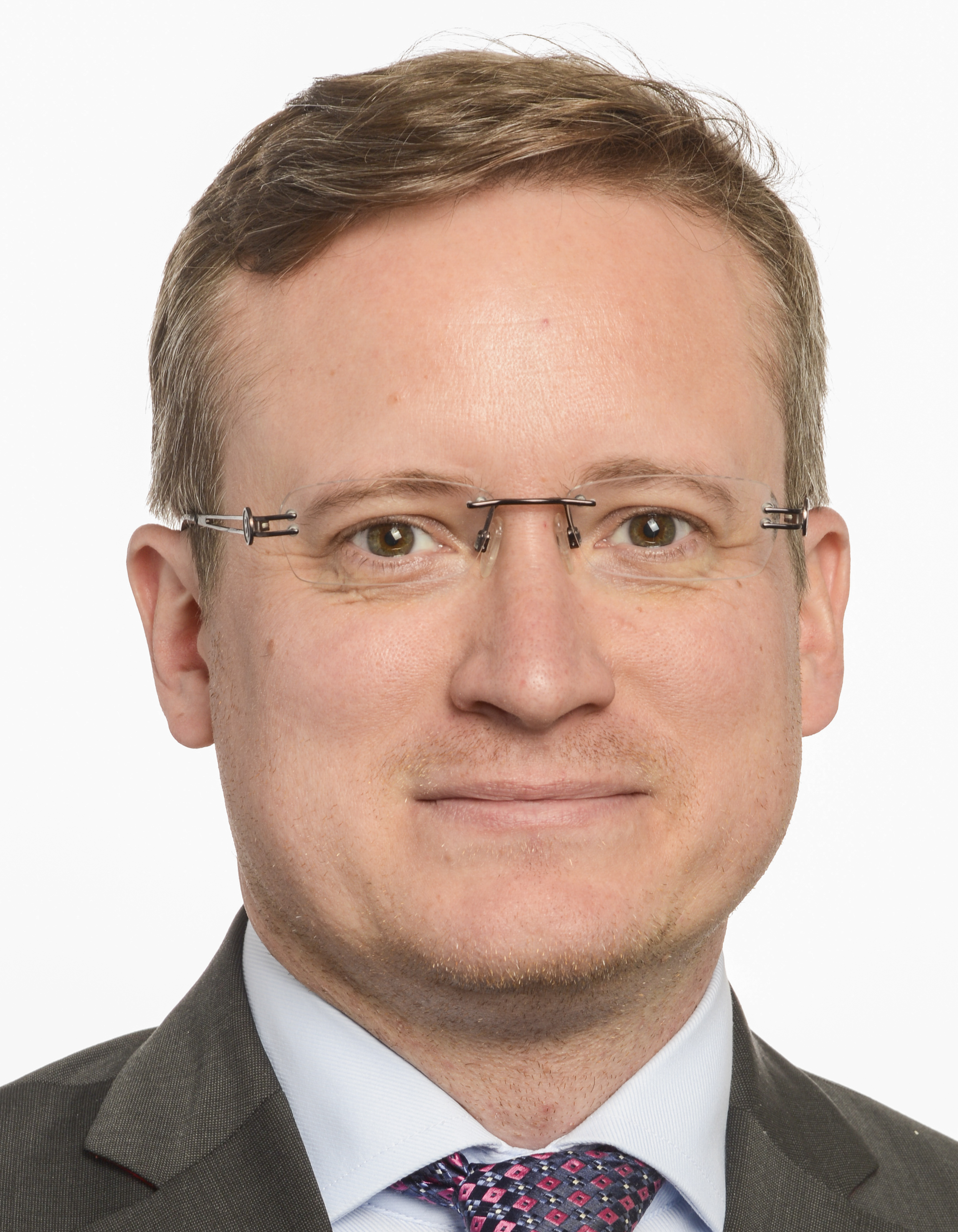
Ondřej Kovařík
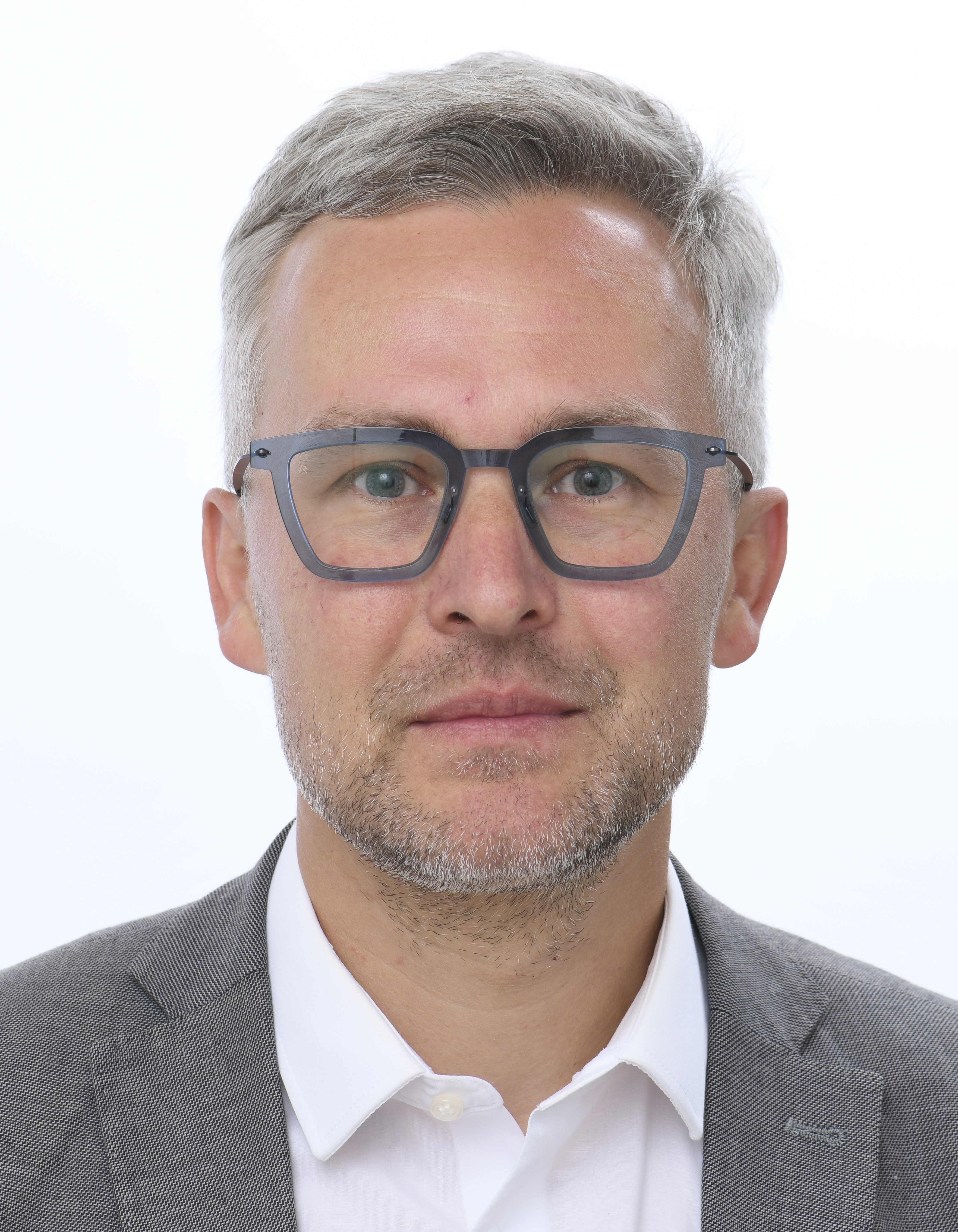
Ondřej Krutílek
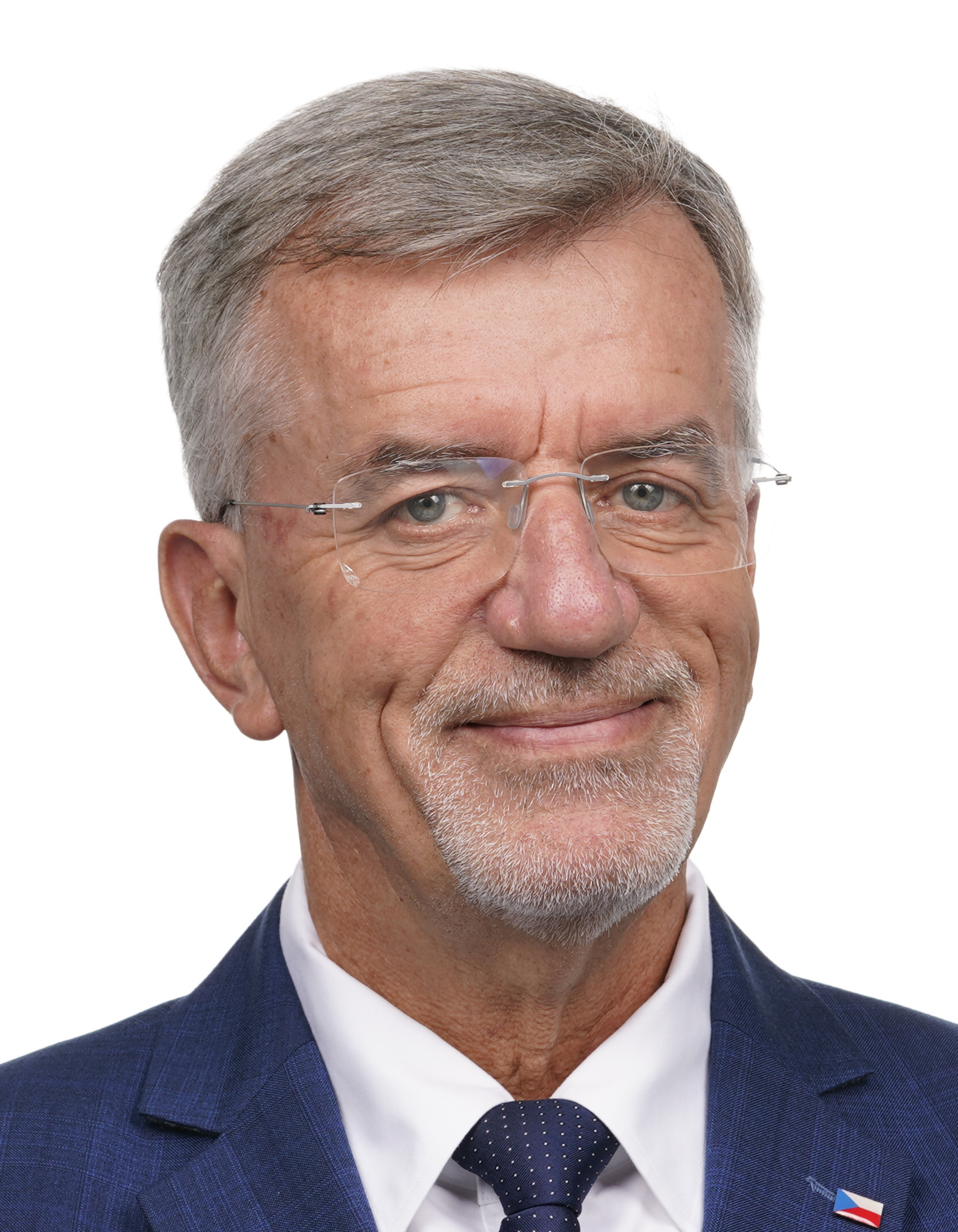
Tomáš Kubín
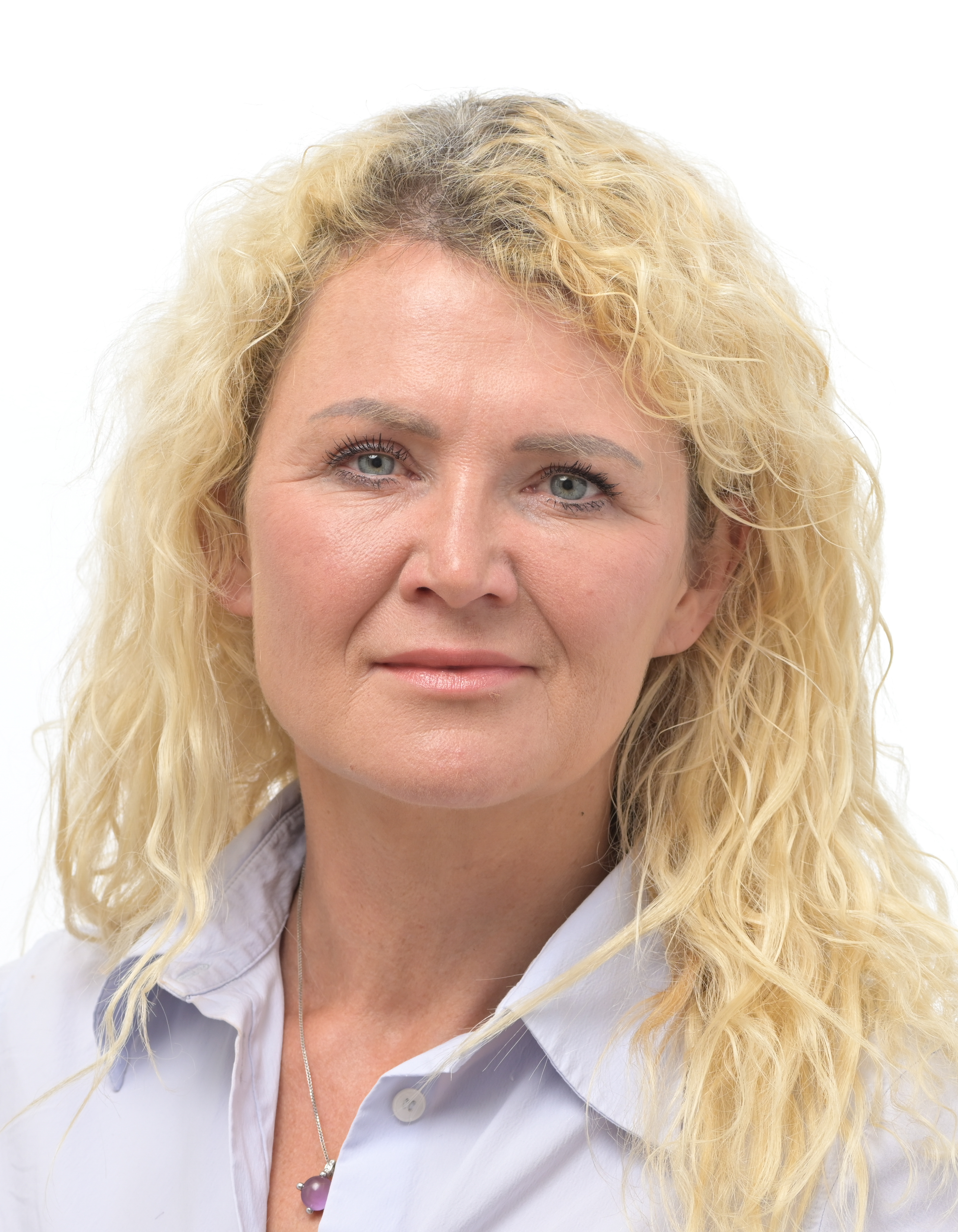
Jana Nagyová
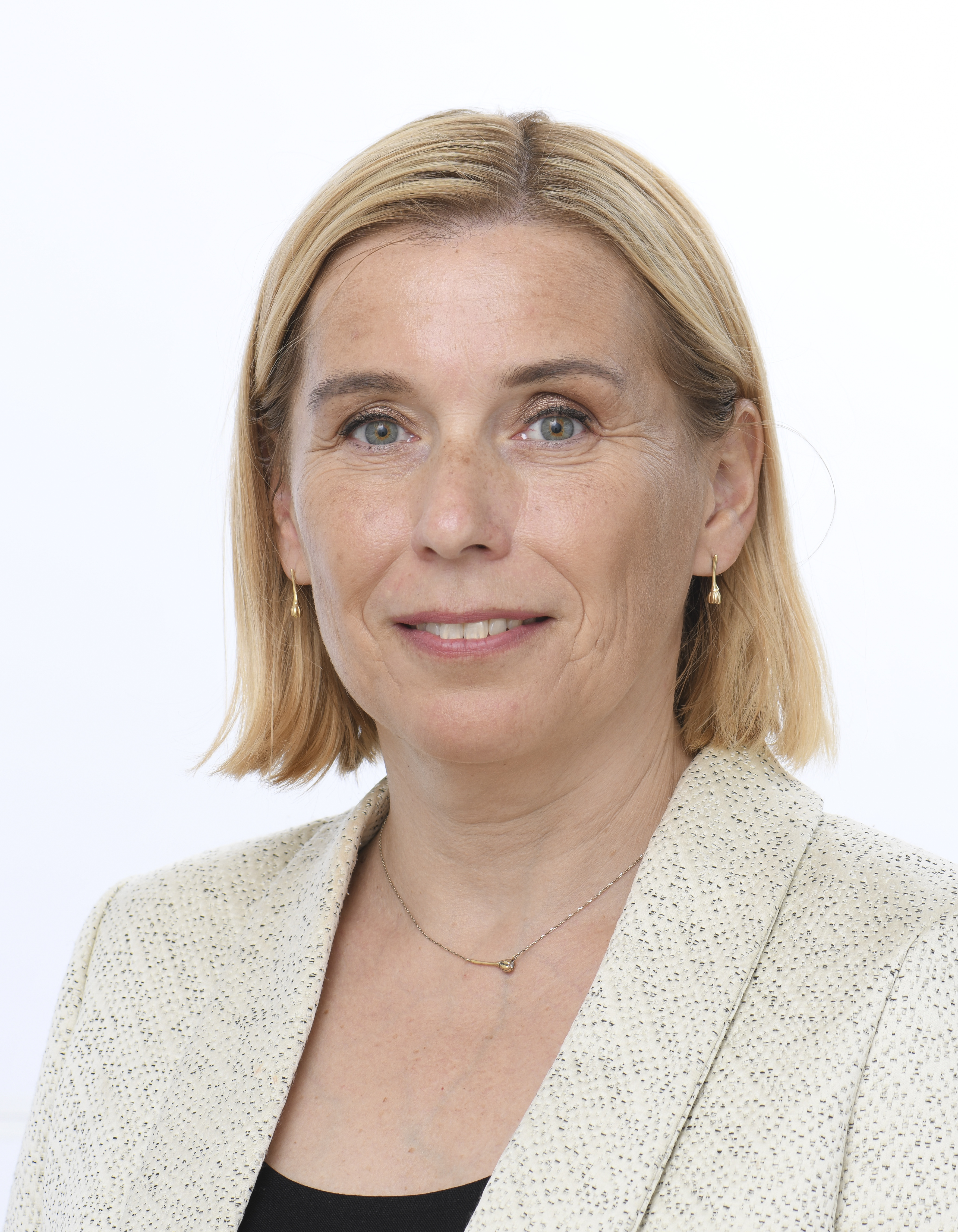
Danuše Nerudová
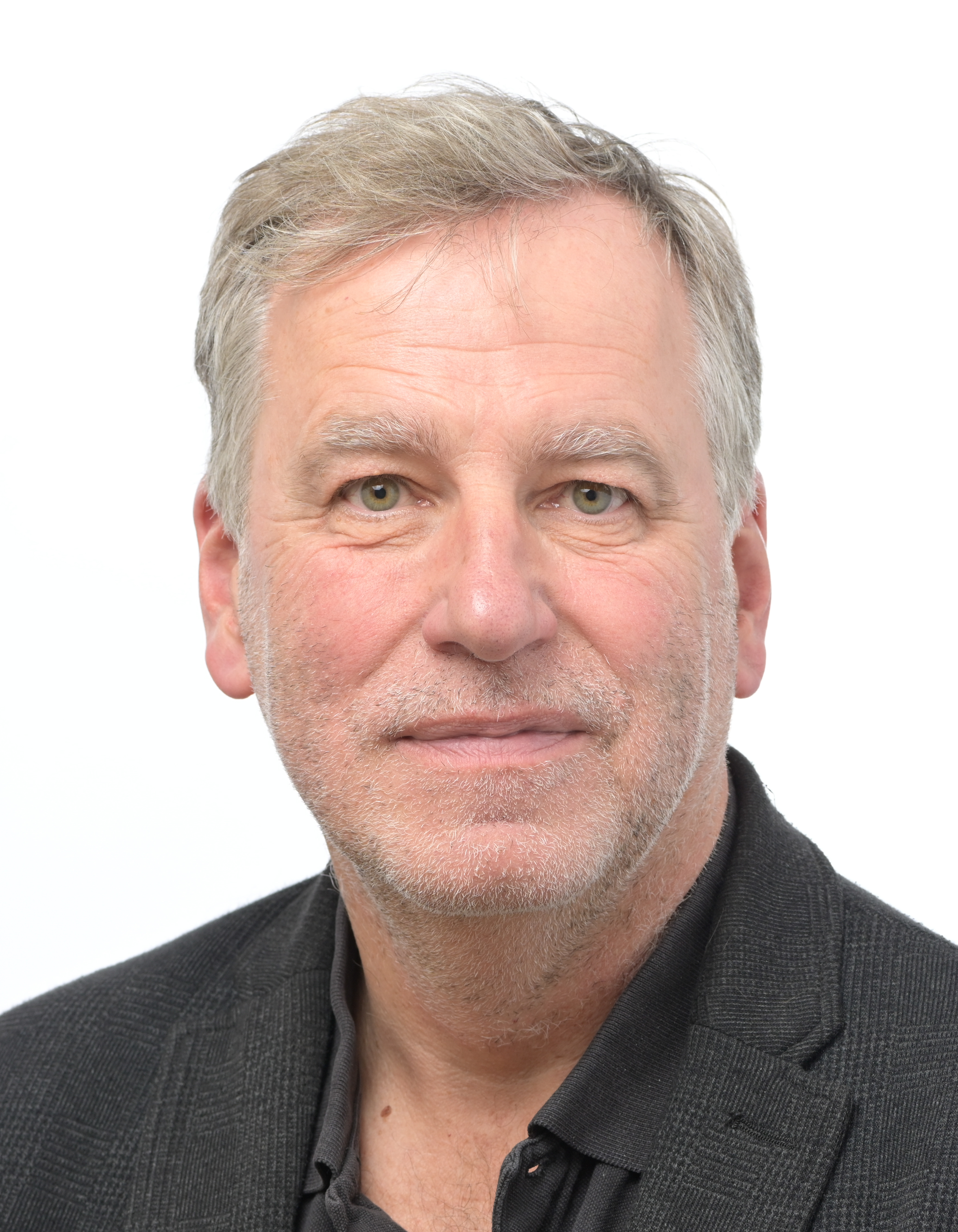
Luděk Niedermayer
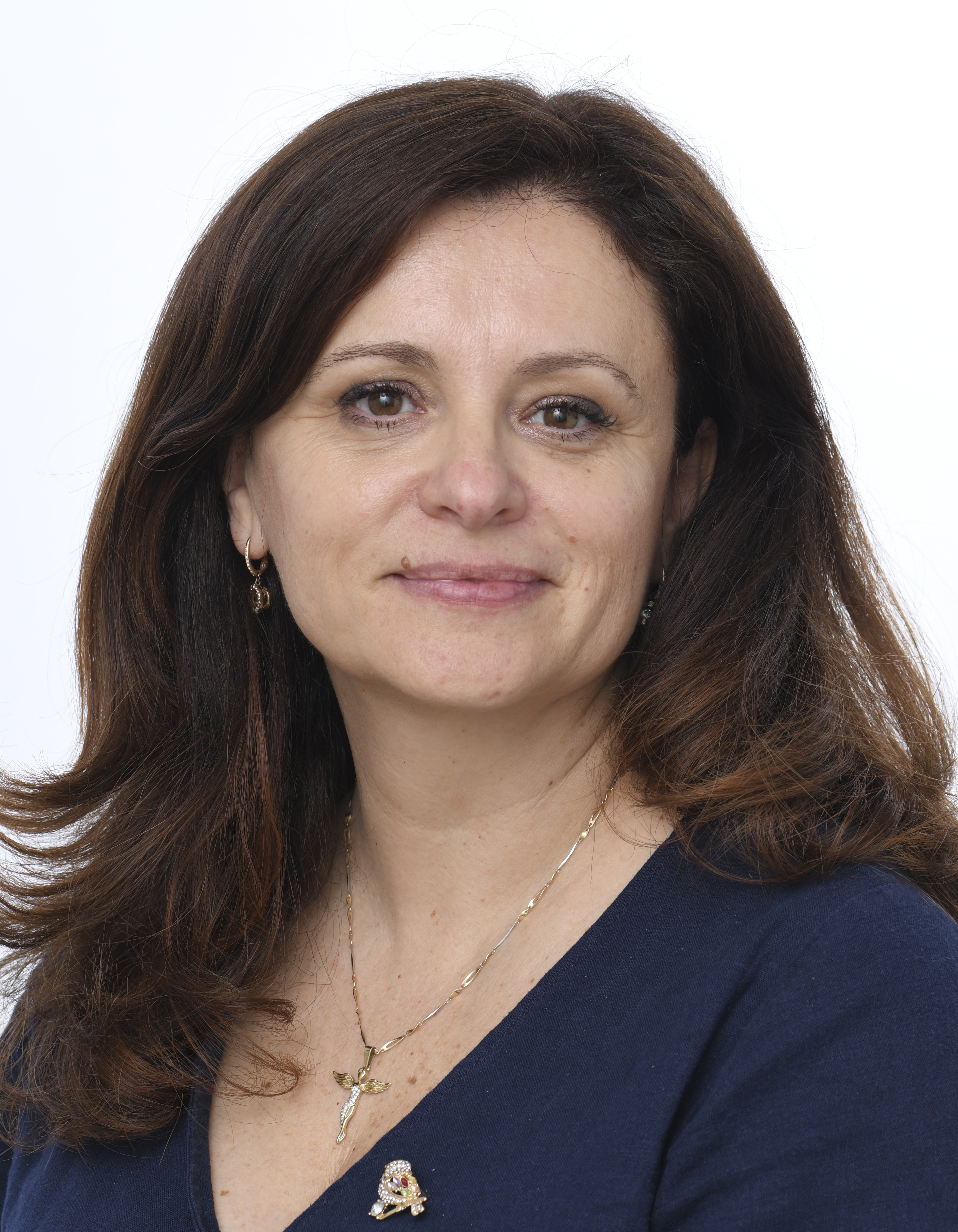
Jaroslava Pokorná Jermanová
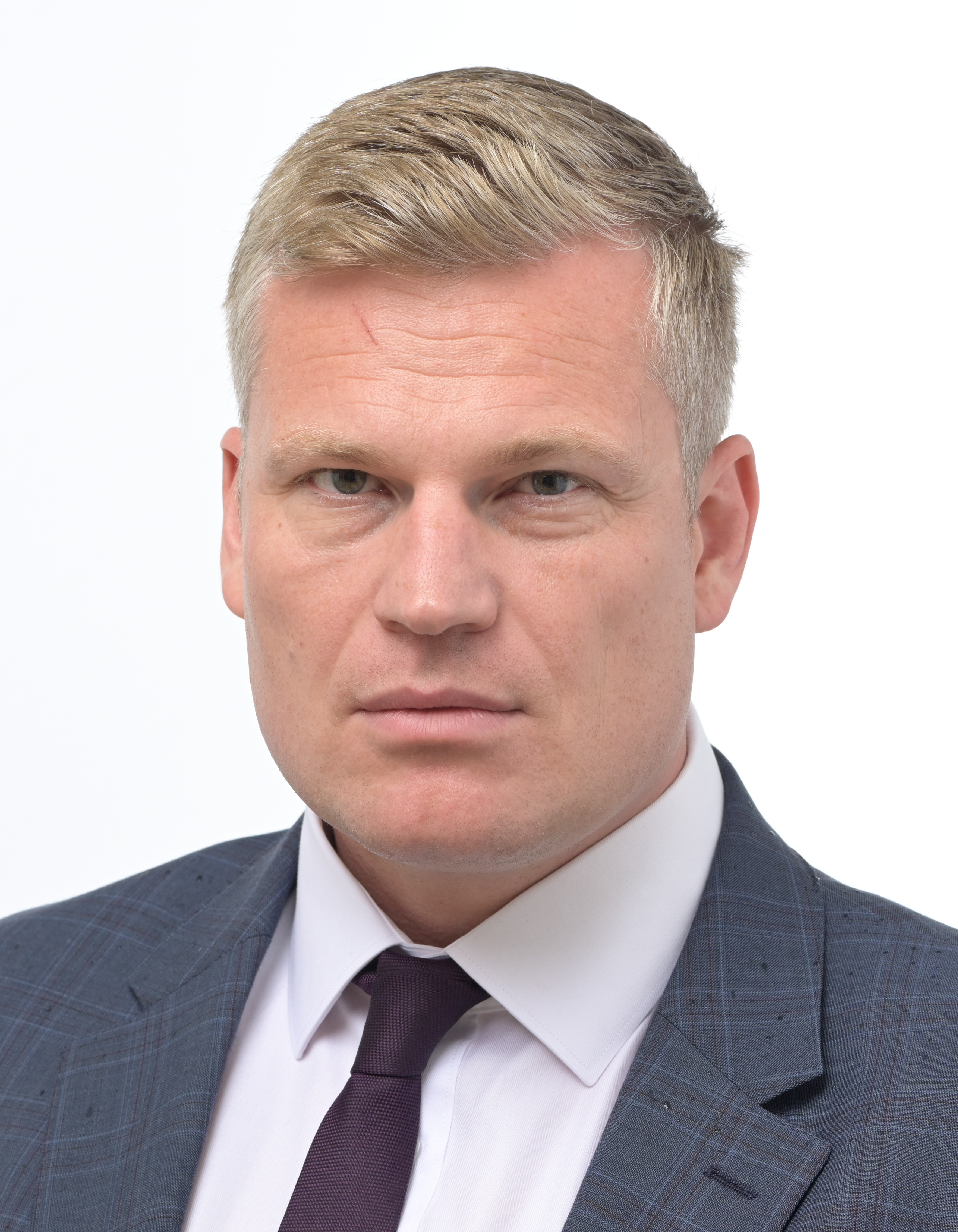
Filip Turek
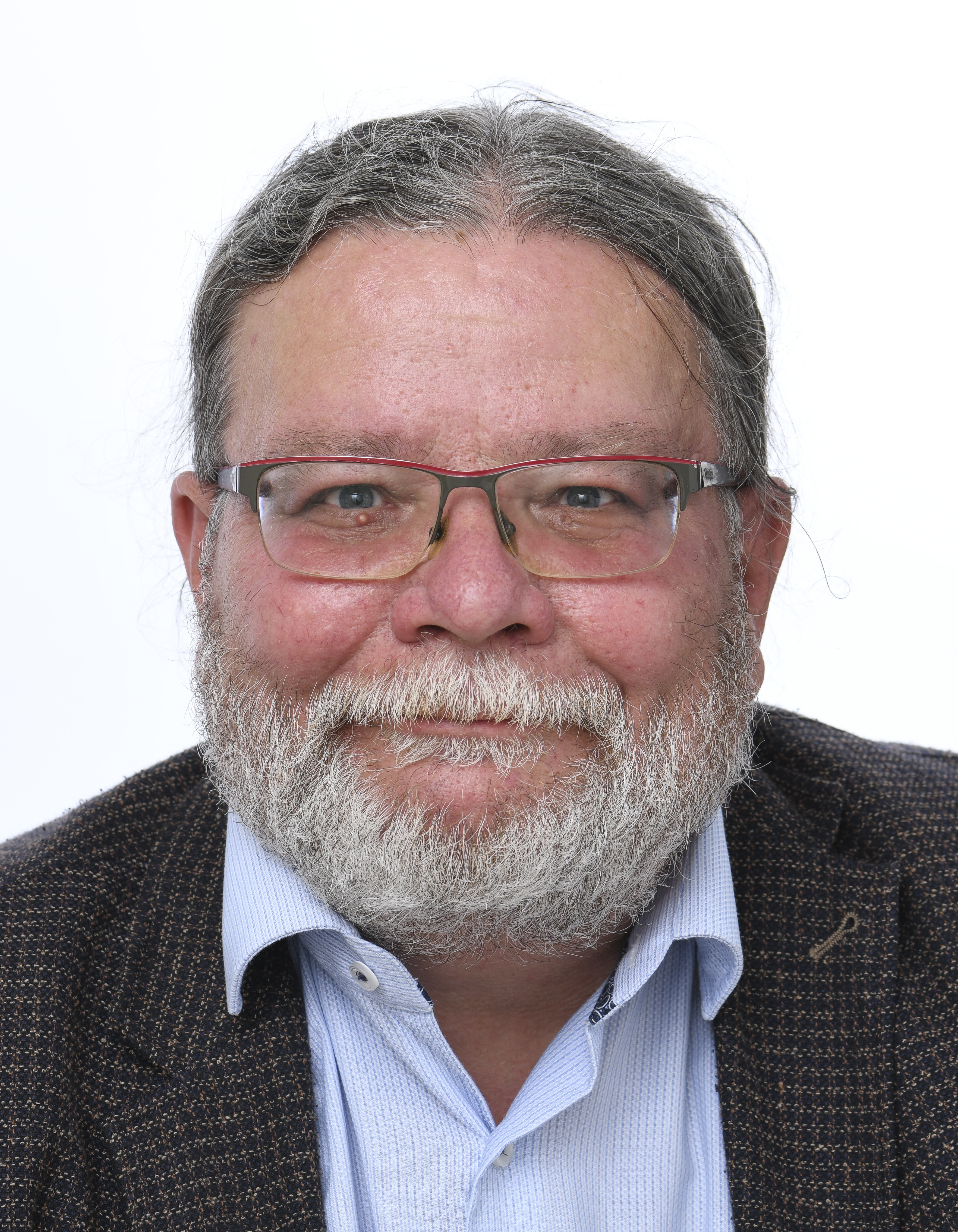
Alexandr Vondra
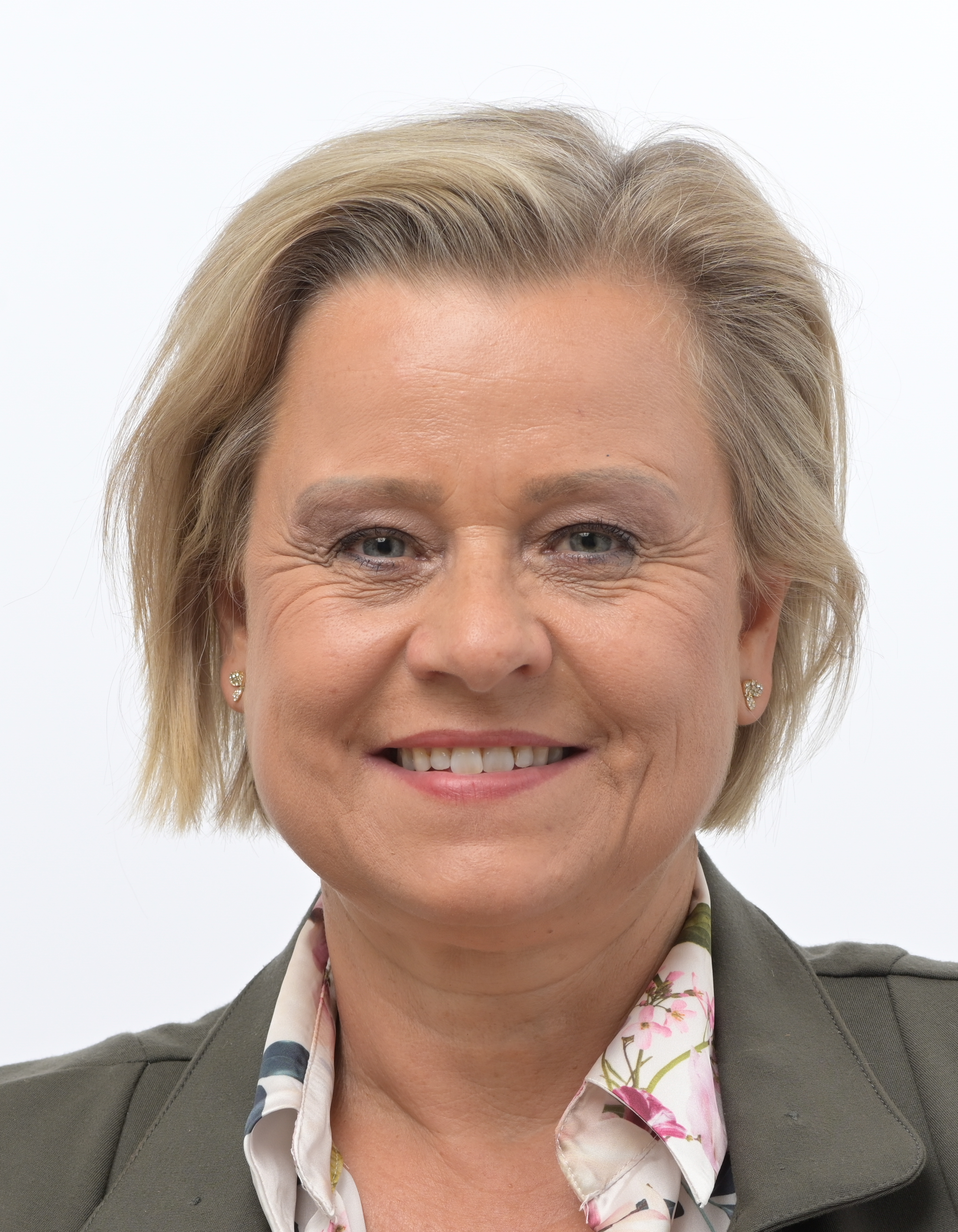
Veronika Vrecionová
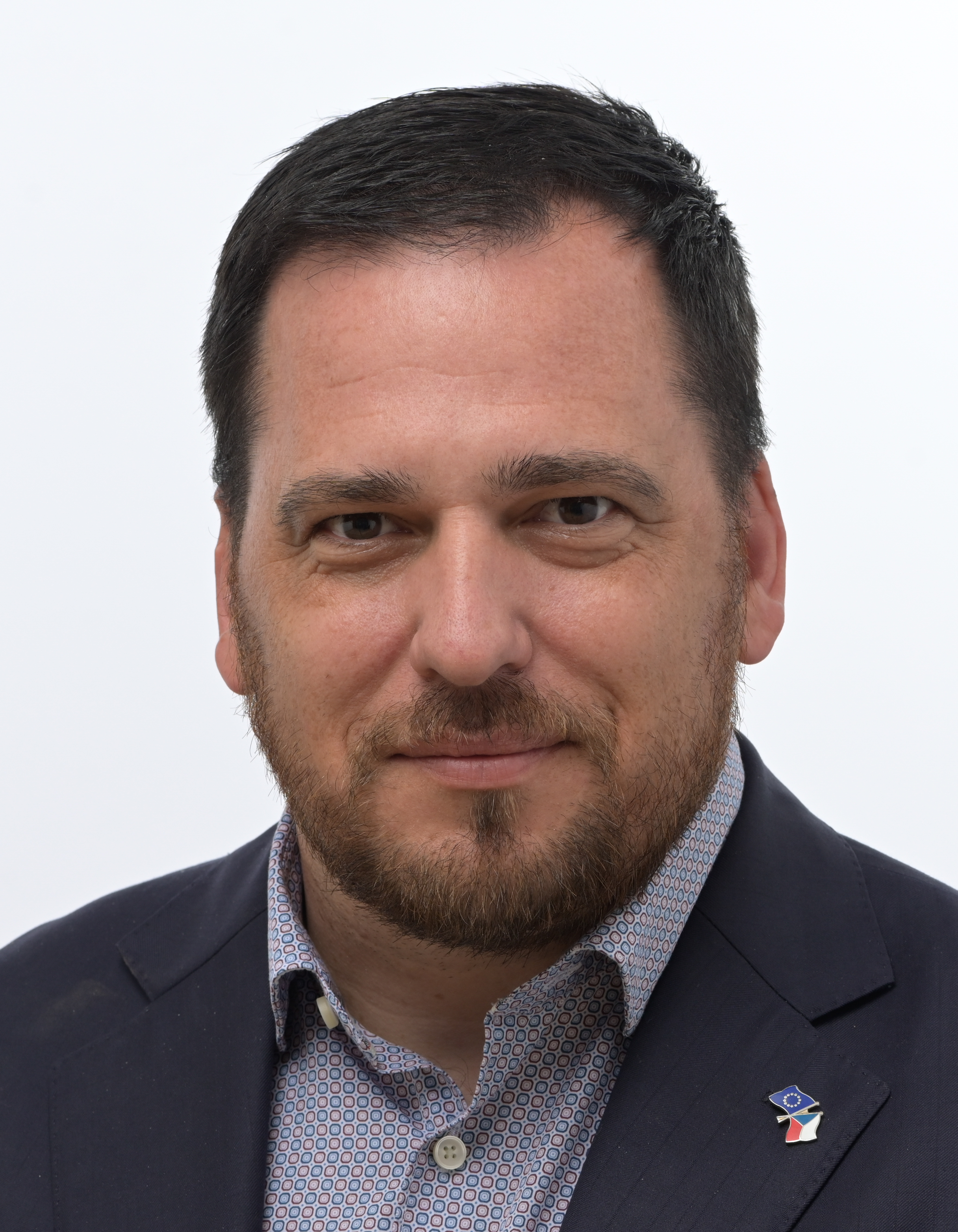
Tomáš Zdechovský